# Публий Корнелий Сципион Назика (консул 191 года до н. э.)
Пу́блий Корне́лий Сципио́н На́зика (лат. Publius Cornelius Scipiō Nasica) (около 230 — после 171 гг. до н. э.) — римский военачальник и политический деятель из патрицианского рода Корнелиев, консул 191 года до н. э. В 204 году до н. э. был избран «самым достойным гражданином» Рима и в этом качестве встретил привезённое из Фригии воплощение Матери богов. В 197 году стал курульным эдилом, а в 194 году — претором. В этом качестве правил провинцией Дальняя Испания, где разбил восставшие племена и отразил набег лузитанов. Со второй попытки Назика получил консульство (191 год). Он одержал победу над галльским племенем бойев, за что получил триумф.
Публий Корнелий дважды выдвигал свою кандидатуру в цензоры (в 189 и 184 годах до н. э.), но оба раза проиграл выборы. Когда судебному преследованию подверглись его двоюродные братья Публий Корнелий Сципион Африканский и Луций Корнелий Сципион Азиатский, Назика, по данным одного из источников, встал на их защиту. Тем не менее процесс закончился осуждением Луция, что ухудшило положение всех Сципионов, и Назики в том числе. После 184 года до н. э. Публий Корнелий только изредка упоминается в источниках. Дата его смерти неизвестна.
Согласно Цицерону, Назика дружил с поэтом Квинтом Эннием.

## Биография

### Происхождение
Публий Корнелий принадлежал к одному из самых знатных и разветвлённых патрицианских родов Рима — Корнелиям. Когномен Сципион (Scipio) античные писатели считали происшедшим от слова посох: «Корнелий, который [своего] тёзку — отца, лишённого зрения, направлял вместо посоха, был прозван Сципионом и передал это имя потомкам». Самого раннего носителя этого когномена звали Публий Корнелий Сципион Малугинский; отсюда делается предположение, что Корнелии Сципионы были ветвью Корнелиев Малугинских.
Представители этой ветви рода получали консульство в каждом поколении. Прадед Публия Корнелия Луций Корнелий Сципион Барбат, консул 298 года до н. э., сражался при Сентине; дед, тоже Луций, консул 259 года, во время Первой Пунической войны изгнал карфагенян с Корсики. Отцом Публия был Гней Корнелий Сципион Кальв, консул 222 года, а дядей — Публий, консул 218 года, командовавший при Требии. Соответственно Публий Корнелий Сципион Африканский приходился Назике двоюродным братом. Чтобы различать двух кузенов, сыну Кальва дали прозвище Назика (Nasica — «остроносый»), закрепившееся за его потомками в качестве второго когномена.

### Ранние годы
Публий Корнелий впервые упоминается в источниках в связи с событиями 204 года до н. э. как «юноша, ещё даже не квестор». Поэтому его рождение датируют примерно 230 годом до н. э. В этом случае ему должно было быть около двенадцати лет, когда его отец отправился в Испанию, чтобы вести там войну против Карфагена, и около восемнадцати, когда Гней Корнелий погиб в одном из сражений. В последующие годы римскую армию в Испании возглавил двоюродный брат Назики, тоже Публий Корнелий Сципион (позже — Африканский).
В 205 году до н. э., когда ещё шла Вторая Пуническая война, децемвиры обнаружили предсказание о том, что Ганнибала удастся изгнать из Италии, если Риму поможет фригийская Матерь богов. Специальное посольство отправилось в Пессинунт за священным камнем, считавшимся воплощением богини, и привезло его в Италию в апреле 204 года. Встретить богиню должен был самый достойный гражданин государства (bonorum virum optimus); сенат признал таковым Сципиона Назику, причём уже Тит Ливий ничего не знал о причинах такого выбора, оставшимися для него «скрытыми в глубине древности». Исследователи сходятся во мнении, что принятие культа Матери богов сопровождалось скрытой политической борьбой: изначально оно было задумано в поддержку идеи высадки в Африке, которую собирался осуществить двоюродный брат Назики, только что вернувшийся из Испании и избранный консулом. При избрании Публия Корнелия «самым достойным гражданином» могли сыграть роль также память о его отце и представления сенаторов о преимуществе юности с нравственной точки зрения.
Назика встретил священный камень в Остии и привёз в Рим, где передал знатной матроне — либо Клавдии, либо Валерии. В дальнейшем Публий Корнелий построил для богини храм. Факт его избрания «самым достойным гражданином» стал предметом гордости для Сципионов последующих поколений; об этом говорит, в частности, надпись на гробнице деда Назики, Луция Корнелия Сципиона.

### Начало карьеры
Следующее упоминание Публия Корнелия в источниках относится к 200 году до н. э. Назика вошёл в состав комиссии, созданной, чтобы пополнить население колонии в Венузии; его коллегами стали консуляр Гай Теренций Варрон (виновник поражения при Каннах) и будущий освободитель Греции Тит Квинкций Фламинин. В 197 году Публий Корнелий начал движение по cursus honorum: стал курульным эдилом совместно с Гнеем Манлием Вульсоном. Коллеги трижды повторили Римские игры.
190-е годы были временем максимального влияния Сципиона Африканского и его «партии», к которой принадлежал и Назика. Эта политическая группировка чаще других добивалась высших должностей для своих представителей и довольно долго контролировала Испанию. На выборах магистратов на 194 год до н. э. она добилась убедительной победы: Сципион Африканский получил второе консульство, а трое других Корнелиев — претуру. Одним из этих троих был Назика, ставший наместником недавно образованной провинции Дальняя Испания. На Пиренейском полуострове он столкнулся с восстанием местных племён, но воевал успешно: после «многих побед за Ибером» ему сдались не менее пятидесяти городов.
Публий Корнелий остался в Испании и на следующий год с полномочиями пропретора. Зимой он строил флот, а летом ему пришлось воевать с лузитанами; это была первая война Рима с этим народом. Назика напал на вторгшегося в провинцию врага у города Илипа, когда тот возвращался домой, отягощённый добычей, и в упорном сражении одержал победу. Ливий рассказывает, что пропретор в разгар боя принёс обет устроить игры в честь Юпитера и что погибло 12 тысяч лузитанов и всего 73 римлянина (Ф. Мюнцер считает это явным преувеличением). Уже в конце 193 года до н. э. Публий Корнелий вернулся в Рим.

### Консульство
Сразу по возвращении Назика выдвинул свою кандидатуру в консулы на 192 год до н. э. В паре с ним шёл на выборы плебей Гай Лелий, лучший друг Сципиона Африканского. Но положение последнего уже было не таким прочным, как в начале десятилетия, и за консулат развернулась серьёзная борьба. Соискателей-патрициев было трое: Назика, Гней Манлий Вульсон и Луций Квинкций Фламинин (брат Тита).

Все взоры были устремлены на Квинкция и Корнелия: оба патриция притязали на одно и то же место, за каждого говорила его недавняя воинская слава, и наконец, главное: соперничество разжигалось братьями соискателей — двумя знаменитейшими полководцами своего времени. Публий Сципион стяжал бо́льшую славу — но ей сопутствовала и бо́льшая зависть. Слава Квинкция была более свежей — ведь он справлял триумф в том же году. К тому же Сципион уже десятый год был постоянно у всех на глазах, а пресыщаясь великим человеком, люди уже не так чтят его.
— Тит Ливий. История Рима от основания города, XXXV, 10, 4-6.
В результате Назика проиграл выборы. Ему не помогла даже поддержка сената и консула 193 года Луция Корнелия Мерулы, занимавшегося организацией голосования. Годом позже Публий Корнелий повторил свою попытку и на этот раз победил в паре с Манием Ацилием Глабрионом, тоже принадлежавшим к сципионовской «партии». В историографии причиной тому называют угрозу войны с Антиохом III, укрепившую позиции Сципиона Африканского.
Именно Назика в начале своего консульского года сделал запрос в народное собрание о том, объявлять ли войну Антиоху. После получения утвердительного ответа консулы бросили жребий относительно провинций: Глабриону досталась Греция, а Публию Корнелию — Италия. Прежде чем отправиться на север, на войну с галльским племенем бойев, Назика решил выполнить свой обет об играх в честь Юпитера и потребовал от сената денег. Но «отцы» сочли это требование «неслыханным и несправедливым» и предложили Публию Корнелию провести игры на средства из военной добычи или за собственный счёт. Этот инцидент может говорить о наличии в сенате недовольства чрезмерными притязаниями Сципионов и о желании сенаторов упорядочить обращение полководцев с добычей, захваченной в ходе войн.
После игр Назика двинулся против галлов. В большом сражении он одержал полную победу. При этом Валерий Анциат сообщает, будто были убиты 28 тысяч бойев, что является явным преувеличением. Тем не менее известно, что галлы выдали консулу заложников и отказались от почти половины всех своих земель. Вернувшись в Рим, Назика потребовал триумфа, но встретил противодействие со стороны народного трибуна Публия Семпрония Блеза, предложившего полководцу прежде закончить войну ещё и в Лигурии. Публий Корнелий всё же получил желаемое, а после триумфа снова уехал в Галлию с полномочиями проконсула.

### Поздние годы
В 189 году до н. э. Назика поставил статую Геркулеса в храме этого бога в Риме и позолоченную шестёрку коней в упряжке на Капитолии; вероятно, это было сделано на деньги из галльской добычи. В том же году он выдвинул свою кандидатуру на должность цензора. Источники сообщают об упорной борьбе, в которой участвовали, кроме Назики, Тит Квинкций Фламинин, Луций Валерий Флакк, Марк Порций Катон, Маний Ацилий Глабрион и Марк Клавдий Марцелл. По словам Ливия, «само по себе соискательство этой должности как будто и не подавало повода к столь упорному состязанию, но возбудило иную, гораздо более напряженную распрю». В историографии существует предположение, что эти выборы оказались тесно связаны с борьбой между политическими группировками Сципиона Африканского и Катона.
По мнению антиковеда В. Квашнина, Публий Корнелий мог идти на выборы в паре с Глабрионом, Катон — с Луцием Валерием Флакком. В этом случае третьей парой соискателей были Фламинин и Марцелл. Глабриона, имевшего наибольшие шансы на победу, обвинили в утаивании части добычи, захваченной в ходе Антиоховой войны, и заставили снять свою кандидатуру; в результате и Назика потерпел поражение. Цензорами стали Марцелл и Фламинин.
В последующие годы враги Сципионов инициировали судебное преследование братьев Публия Африканского и Луция Азиатского. Валерий Анциат стал единственным античным автором, в изображении которого Назика играет важную роль в этих судебных процессах, защищая своего кузена Луция (основываясь на этом источнике, Ливий вложил в уста Публия Корнелия длинную речь, восхваляющую всё семейство Сципионов и Луция Азиатского в частности и произнесённую якобы в тот момент, когда последнего хотели бросить в тюрьму). Другие авторы отводят роль главного защитника Луция его родному брату, а не двоюродному; в историографии это связывают с тем, что только у Анциата Сципиона Азиатского судят уже после смерти Сципиона Африканского, и поэтому роль последнего перешла к Назике.
«Партия» Катона одержала очередную победу: Луцию Корнелию пришлось выплатить штраф, а Публий Африканский фактически ушёл в добровольное изгнание. Тем не менее на очередных цензорских выборах (в 184 году до н. э.) двое Сципионов, Луций Азиатский и Публий Назика, выдвинули свои кандидатуры. Снова началась ожесточённая борьба: кандидатов было девять человек, из которых к сципионовскому лагерю принадлежали четверо (кроме Корнелиев, это были Гней Манлий Вульсон и Тиберий Семпроний Лонг). Кроме того, в выборах снова участвовали Катон и его неизменный союзник Луций Валерий Флакк, а также патриций Луций Фурий Пурпурион и плебеи Марк Фульвий Нобилиор и Марк Семпроний Тудитан.
Наибольшие шансы на победу имел Катон. В этой ситуации остальные соискатели (кроме Флакка, гипотетического коллеги Катона) заключили союз против него. «Марк Порций громогласно обвинял своих противников в том, что они боятся независимой и строгой цензуры», а те обещали избирателям «кротость и снисходительность». Программа Катона больше соответствовала общественным настроениям тех лет, а поэтому он получил больше всего голосов. Его коллегой стал Флакк.
После этих событий Назика ещё трижды упоминается в источниках. В 183 году до н. э. он был одним из триумвиров, основавших колонию в Аквилее. В том же году он вошёл в состав посольства, потребовавшего от царя Вифинии Прусия выдать Риму Ганнибала (с ним в Никомедию ездили Тит Квинкций Фламинин и Сципион Азиатский). Наконец, в 171 году Публий Корнелий стал членом комиссии по расследованию вымогательств римских наместников в Дальней Испании наряду с Катоном, Луцием Эмилием Павлом и Гаем Сульпицием Галлом. Правда, никто из людей, попавших под подозрение, не был осуждён: ходили слухи, что виной тому была позиция следователей.

### Назика и Квинт Энний
Назика был дружен с поэтом Квинтом Эннием. Такой вывод делают из рассказа Цицерона на тему «скоморошеских и вздорных» острот:

[Публий Корнелий] пришел к поэту Эннию и окликнул его от входа. Служанка сказала, что его нет дома. Но Назика понял, что так ей велел сказать хозяин, хоть сам он и дома. Через несколько дней Энний в свою очередь пришел к Назике и окликнул его от двери, Назика кричит, что его нет дома. «Как? — удивляется Энний. — Будто я не узнаю твоего голоса?» А Назика: «Ах ты, бесстыдник! Когда я тебя звал, я даже служанке твоей поверил, что тебя нет дома, а ты не хочешь поверить мне самому?»
— Марк Туллий Цицерон. Об ораторе, II, 276.

## Потомки
У Публия Корнелия был сын того же имени, получивший агномен Коркул (Разумный) и дважды избиравшийся консулом — на 162 и 155 годы до н. э.